# Leptostylus spermovoratis
Leptostylus spermovoratis är en skalbaggsart som beskrevs av Chemsak 1972. Leptostylus spermovoratis ingår i släktet Leptostylus och familjen långhorningar.
Artens utbredningsområde är:
- Costa Rica.
- Nicaragua.

Inga underarter finns listade i Catalogue of Life.